# Wallfahrtskirche St. Ida (Herzfeld)

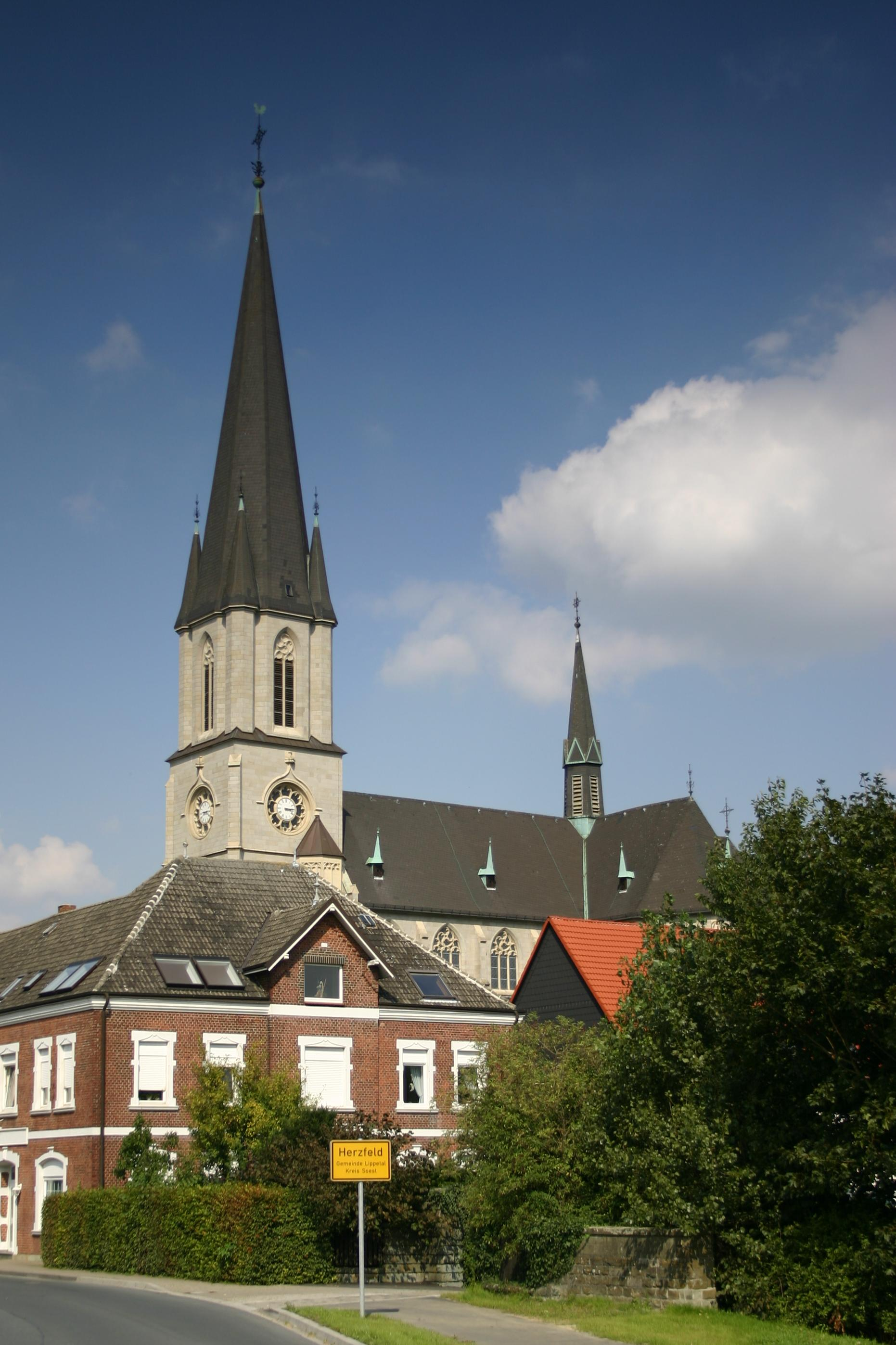
Die St.-Ida-Wallfahrtskirche (aufgenommen 2005)

Die Pfarrkirche Basilika St. Ida ist eine katholische Wallfahrtskirche zu Ehren der Heiligen Ida in Herzfeld (Gem. Lippetal/Westfalen).

## Geschichte und Architektur

### Vorgängerkirchen

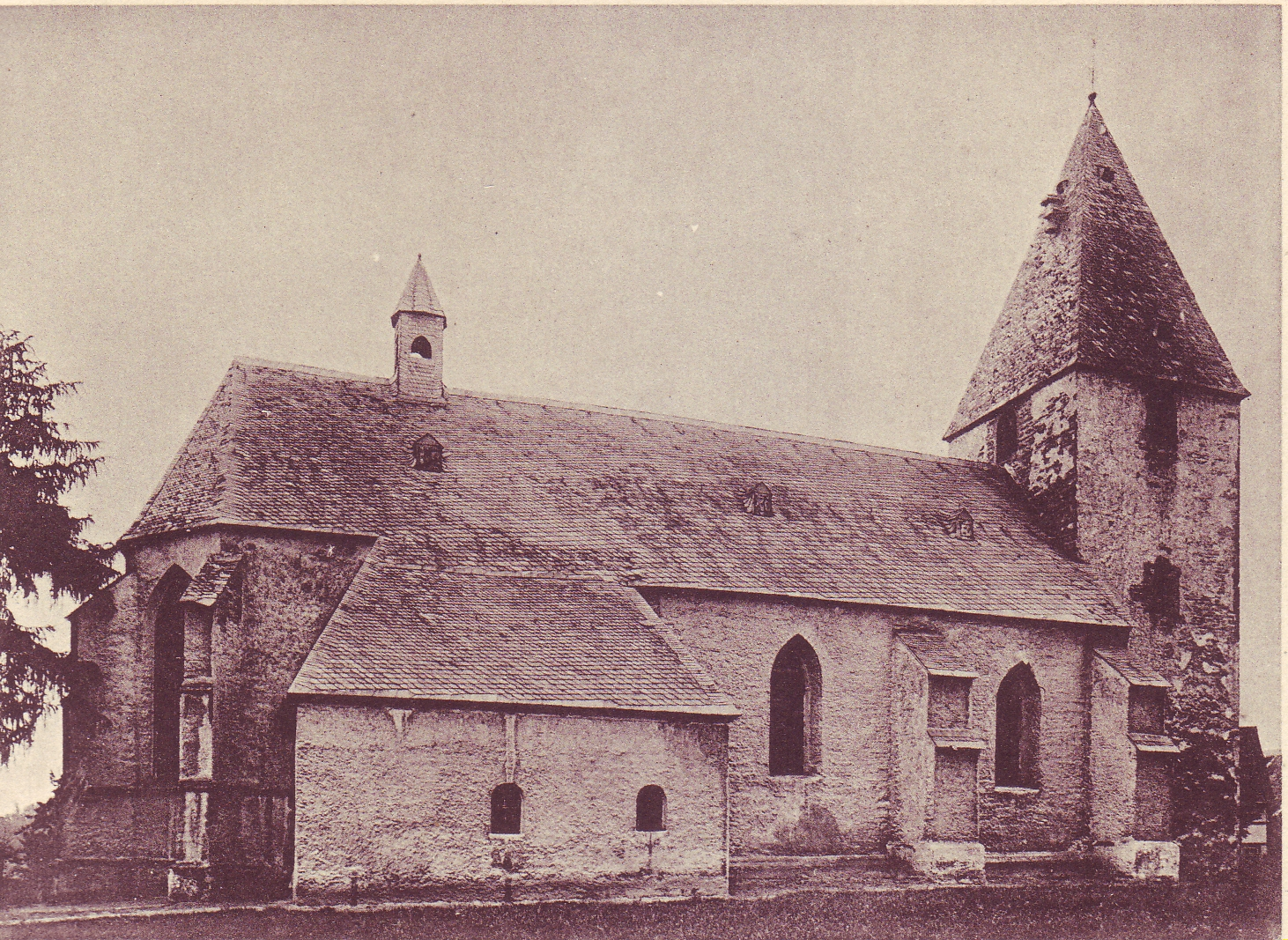
Die alte Kirche aufgenommen 1892 von Albert Ludorff

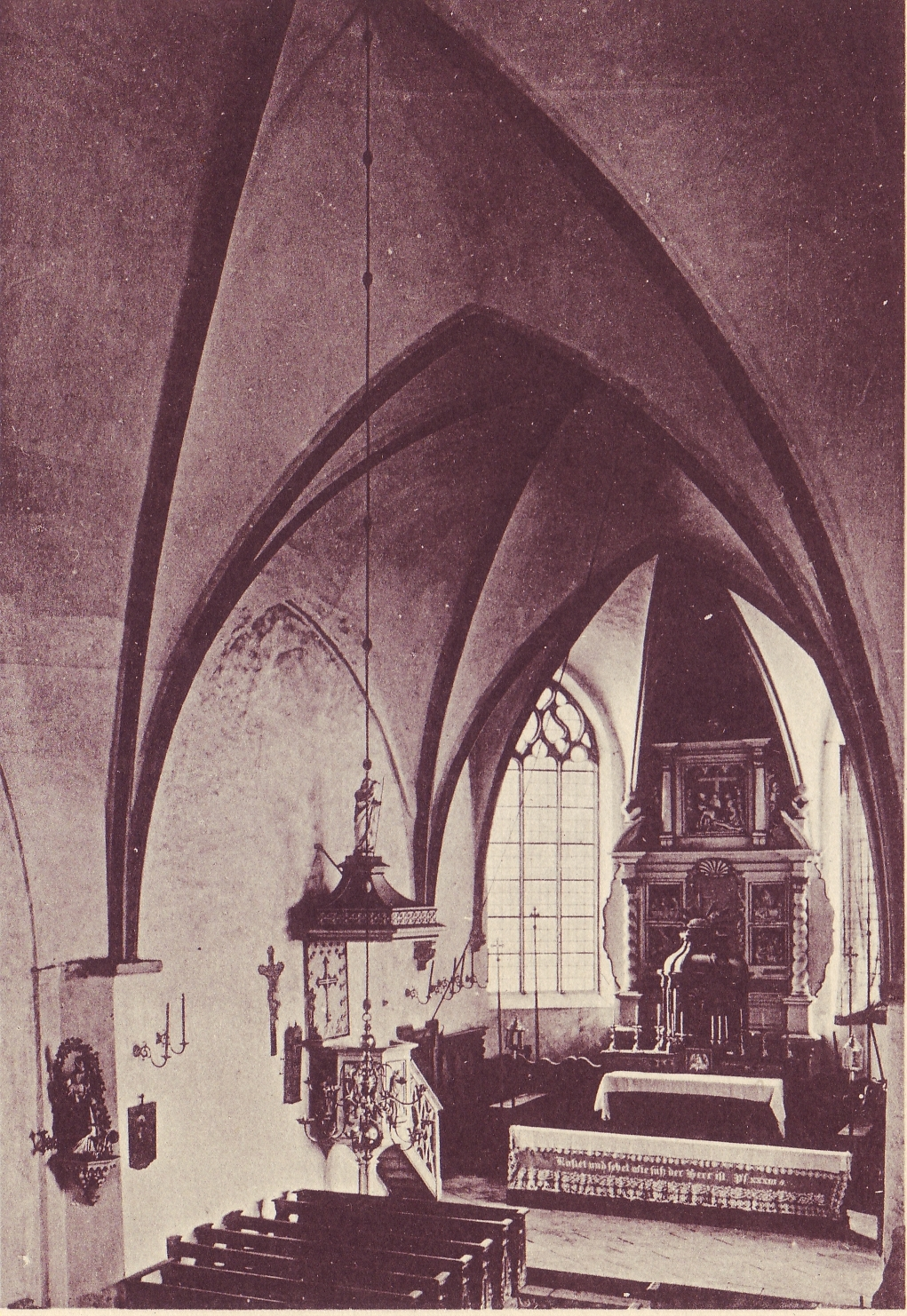
Alte Kirche, Blick zum Chor, Foto von 1892

Die erste Vorgängerkirche wurde um 790, auf Veranlassung der fränkischen Gräfin Ida und ihres Mannes Herzog Egbert, aus behauenen Steinen errichtet. Das Grundstück, der Königshof Herzfeld, war Ida und Egbert von Karl dem Großen geschenkt worden. Die Fundamente dieses Baus wurden von 1975 bis 1976 ergraben. Reste sind in der Ida-Grabstätte erhalten. Nach dem Tod Egberts wurde an der Südseite der Kirche ein Portikus über seinem Grab gebaut. Ida starb am 4. September 825, ihr Grab wurde zur ersten Wallfahrtsstätte Westfalens. Herzog Liudolf von Sachsen war ein Enkel Idas; seinen jung verstorbenen Sohn bestattete er neben dem Ida-Grab. Ein anderer Sohn Liudolfs schenkte 898 den Königshof und die Kirche dem Benediktinerkloster in Werden. Von nun an übernahmen Mönche das Herzfelder Pfarramt und förderten die Ida-Verehrung. Ein Turm wurde um 900 an der Westseite errichtet. Ida wurde am 26. November 980 heiliggesprochen. Danach wurden ihre Gebeine in einen kostbaren Sarg gelegt. Um 1200 wurde wegen der Zunahme der Wallfahrten der Portikus ringförmig erweitert.
Im 13. Jahrhundert wurde ein neuer Kirchbau im Übergangsstil gebaut. Heidenreich Wolf von Lüdinghausen, der spätere Bischof von Münster, stiftete 1371 ein ewig brennendes Licht für den Ida-Schrein. Während der Soester Fehde wurde die Kirche von Soester Truppen geplündert, dabei wurde wohl auch der Ida-Schrein gestohlen. Die Gebeine ruhten in der Folgezeit in einem hölzernen Behältnis. Die Kirche wurde um 1500 um ein Gewölbefeld nach Osten erweitert, gleichzeitig wurde eine neue Orgel angeschafft. Um 1510 wurde ein neuer Ida-Schrein angefertigt. Eine Idenrast wurde erstmals 1512 erwähnt, diese wurde 1591 von spanischen Truppen zerschlagen. Während des Dreißigjährigen Krieges wurde 1621 vom Tollen Christian und seinen Truppen die Kirche verwüstet. Hessische Truppen plünderten 1634 die Kirche und zerstörten dabei auch die wiederhergestellte Idenrast; bei diesen Überfällen wurde auch der Ida-Schrein von 1510 zerstört. Eine hölzerne Lade, die mit unversehrt gebliebenen Dachplatten des Schreins geschmückt war, nahm die Gebeine auf. Eine neue Idenrast wurde 1673 aufgestellt. Wegen der weiter ansteigenden Zahl der Pilger wurde der Portikus aus dem 12. Jahrhundert abgerissen und durch einen wesentlich größeren Neubau ersetzt. Das Kloster Werden wurde 1802 aufgelöst, das Hauptreliquiar der Ida und die Idenvita des Mönches Uffing wurden nach Herzfeld geholt. Papst Pius VII. gewährte 1805 für alle Zeiten einen vollkommenen Ablass für die Gläubigen, die am 4. September oder 26. November die Hl. Ida in der Kirche verehren. Unter Verwendung der Dachplatten des Schreins vom 16. Jahrhundert wurde 1852 ein neuer Ida-Schrein angefertigt.

### Neue Kirche

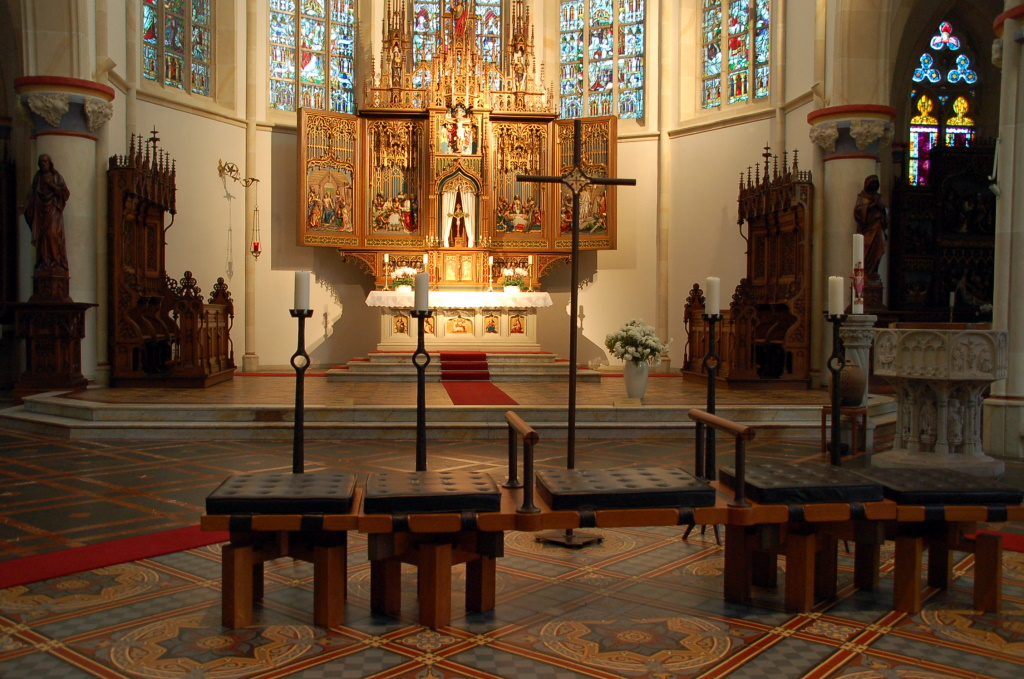
Blick in den Chor

Am 26. Mai 1900 wurde mit dem Abbruch der alten Kirche begonnen, der erste Spatenstich erfolgte am 4. September 1900. Die neue Kirche, ein Werk des Architekten Lambert von Fisenne, und die Kapelle weihte am 13. Mai 1903 Bischof Hermann Jakob Dingelstad aus Münster ein. Bei Ausgrabungen in den Jahren von 1975 bis 1976 wurden Fundamentreste des Portikus von 811 sowie das leere Grab Idas gefunden. In derselben Zeit wurde der Ida-Schrein umfassend restauriert. Von 1978 bis 1980 wurde die Krypta ausgebaut, um das Ida-Grab und die Fundamentreste der Urkirche zu schützen; es wurde eine Verbindung des Sarkophags und des Schreins mit dem Altar in der Oberkirche geschaffen. Ein orkanartiger Sturm riss 1983 den Turmhelm aus der Verankerung und verdrehte ihn um einige Grad. Nach Anbringung eines Betonringes wurde er wieder in seine ursprüngliche Lage gebracht. Von 1991 bis 2001 wurden im Rahmen einer umfangreichen Renovierung das gesamte Außenmauerwerk und die Fenstereinfassungen erneuert. Ein Ringanker musste in das obere Mauerwerk eingebracht werden. Die gesamte Inneneinrichtung wurde 2002 restauriert und der Innenraum wurde neu gestrichen.
Die neugotische Basilika mit vier Jochen, polygonal geschlossenem Chor, einem Querhaus und einem südlichen Kapellenanbau wurde nach Entwurf des Architekten Lambert von Fisenne gebaut. Der ortsbildprägende Westturm ist weithin sichtbar. Der mit Trachyt verblendete Außenbau ist durch Dachluken mit spitzen Helmen, Strebepfeilern, Maßwerkfenstern und Wimpergen über den Portalen gegliedert. Der Innenraum ist von großer Einheitlichkeit. Sterngewölbe wurden in das Mittelschiff und Kreuzrippengewölbe in die Seitenschiffe eingezogen. Am Zugang zur Krypta ruht ein Spitzbogen über Knospenkapitellen, er ist wohl vom Hauptportal des Vorgängerbaus erhalten.
Die Gemeinde Lippetal trug die Kirche am 31. Dezember 1984 in die Liste der Baudenkmäler in Lippetal ein. Am 11. Juli 2011 wurde bekannt, dass die Kirche von Papst Benedikt XVI. zur Basilica minor erhoben wurde.

## Ausstattung
Von besonderer Bedeutung sind die Schnitzaltäre, die – ebenso wie sonstige Einrichtungsgegenstände – der sogenannten Wiedenbrücker Schule entstammen.

### Hochaltar

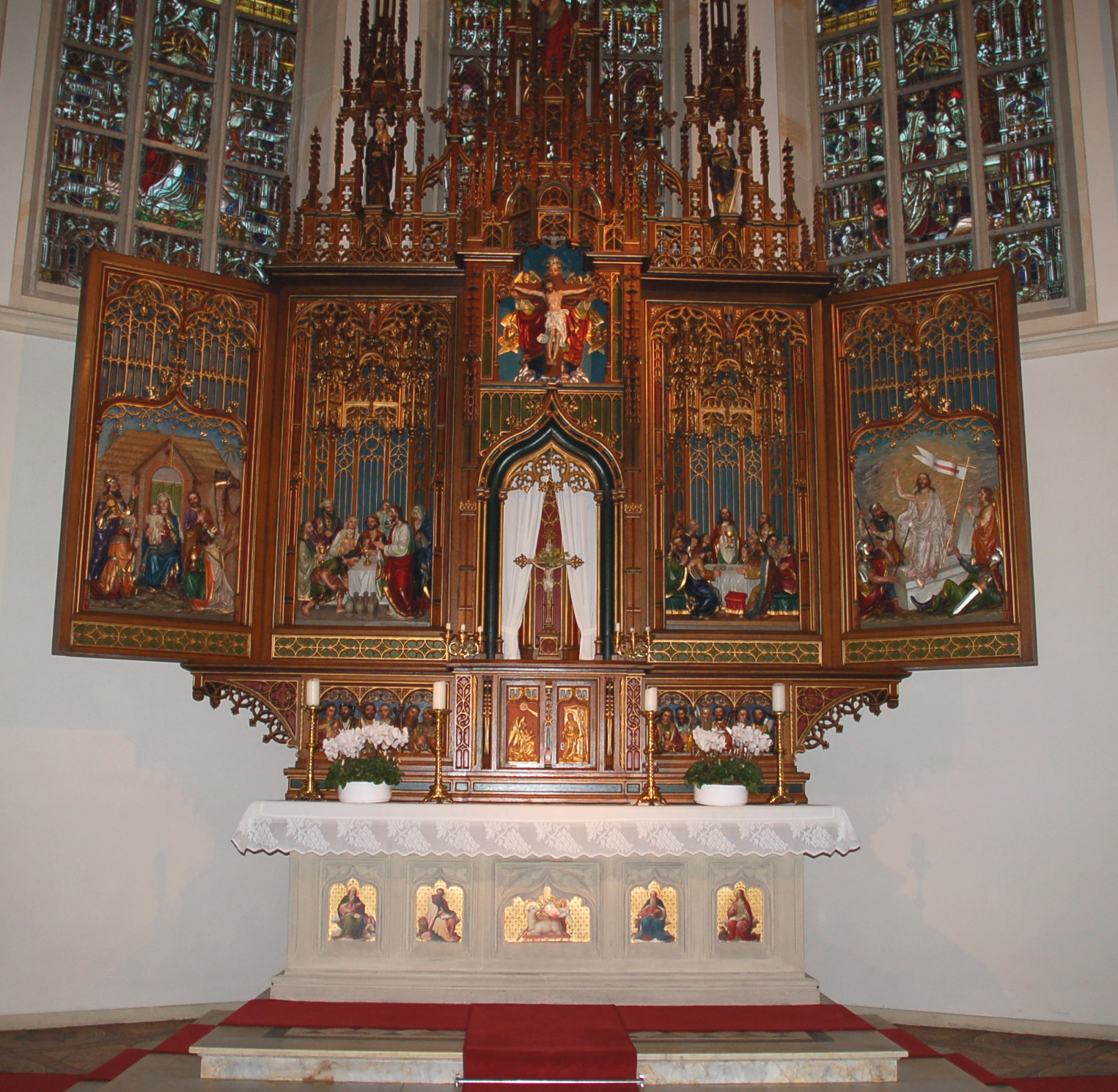
Hochaltar

Die fünf Chorfenster umgeben den neugotischen Flügelaltar mit großen, farbigen Bildtafeln, sie zeigen die Anbetung der Weisen, die Hochzeit zu Kanaa, das Letzte Abendmahl und die Auferstehung Christi. Der Altar besitzt eine Fülle von figürlichem und ornamentalem Schnitzwerk. Jeweils seitlich des Tabernakels befinden sich die Figuren der zwölf Apostel. Auf den Türen des Tabernakels wird die Verkündigung an Maria dargestellt. Oberhalb des Tabernakels befindet sich eine Expositions-Nische mit einer Darstellung des „Gnadenthrones“. Den Abschluss der Altaranlage bildet ein dreitüriges Gesprenge in zierlichen gotischen Formen. Dargestellt wird dort der segnende Auferstandene mit der Siegesfahne, die heilige Juliana von Lüttich mit Monstranz und die heilige Barbara mit Kelch, Buch und Schwert. Bei geschlossenen Altarflügeln sind Gemälde von der Himmelfahrt Jesu und der Geistsendung, sowie seitlich die Figuren von Petrus und Paulus zu sehen. Unterhalb der Mensa sind auf Goldgrund gemalte Bilder der vier Evangelisten und des Osterlammes.

### Passionsaltar
Die eindrucksvollen gotischen Passionsbilder vom Hochaltar der alten Kirche befinden sich im Altar des südlichen Seitenschiffs. Geschaffen wurden sie zum Ende des 15. Jahrhunderts in der Werkstatt des Meisters des Osnabrücker Johannisaltars. Auf der rechten Seite sind die Grablegung und die Auferstehung, auf der linken Seite der Fall unter dem Kreuz und die Dornenkrönung dargestellt. In der Mitte werden die Beweinung Christi und als neugotische Arbeit aus der Zeit um 1900, Maria auf dem Kreuzweg, gezeigt. Auffällig bei den Figuren des 15. Jahrhunderts sind die meisterhafte Gestaltung der Gesichtszüge, in denen sich verschiedene Gemütsbewegungen wie Trauer, Mitleid, Freude, Wut, Hass und Spott widerspiegeln. Auf der Vorderseite des Altarunterbaus finden sich die farbigen Bilder der vier großen Propheten und des Moses.

### Josefsaltar
Der Josefsaltar mit neugotischen, farbigen Reliefs, steht in der Apsis des nördlichen Seitenschiffs. Auf der linken Seite ist eine seltene Darstellung der Vermählung von Maria und Josef zu sehen, in der Mitte wird das häusliche Leben in Nazareth gezeigt und auf der rechten Seite der Tod Josefs. Unten vor dem Altar sind drei farbige Bilder mit den Darstellungen der Flucht nach Ägypten, der heiligen Familie und Maria und Josef auf der Suche nach ihrem verlorenen Kind, angebracht.

### Taufbrunnen
Der gotische Taufbrunnen stammt aus der Zeit von 1520. Er steht vor dem Hochaltar. Die seitlichen Reliefs zeigen u. a. die Taufe Jesu im Jordan, die Kreuzigung Christi, die Auferstehung und die Verheißung der neuen Erde, und weisen so auf die Bedeutung der Taufe als Sakrament des Todes und der Auferstehung hin. Am Schaft befinden sich Figuren, u. a. der Heiligen Ida, die auf die Gründung der Pfarrgemeinde hinweisen.

### Seitenkapelle
In die Seitenkapelle führen zwei Stufen hinab, zu einem überlebensgroßen hölzernen Kruzifix aus dem 17. Jahrhundert. Es stand früher auf dem Kalvarienberg an der Ostseite der alten Kirche. Besonders eindrucksvoll ist die Darstellung des sich im Tode neigenden Gesichts des Gekreuzigten; bemerkenswert sind auch die hervortretenden Äderungen an Armen und Beinen und der reiche Faltenwurf des Lendentuches. Die drei farbigen Bilder der Kapelle zeigen Bilder aus dem Leben der Ida: Ein Engel überbringt ihr den Auftrag zum Bau der Kirche, Ida verteilt aus ihrem Sarg heraus Gaben an Bedürftige und Ida in demütig dienender Haltung als Mutter der Armen. Der Schlussstein vom 15. Jahrhundert zeigt die älteste noch erhaltene Darstellung der Ida.

### Ida-Schrein

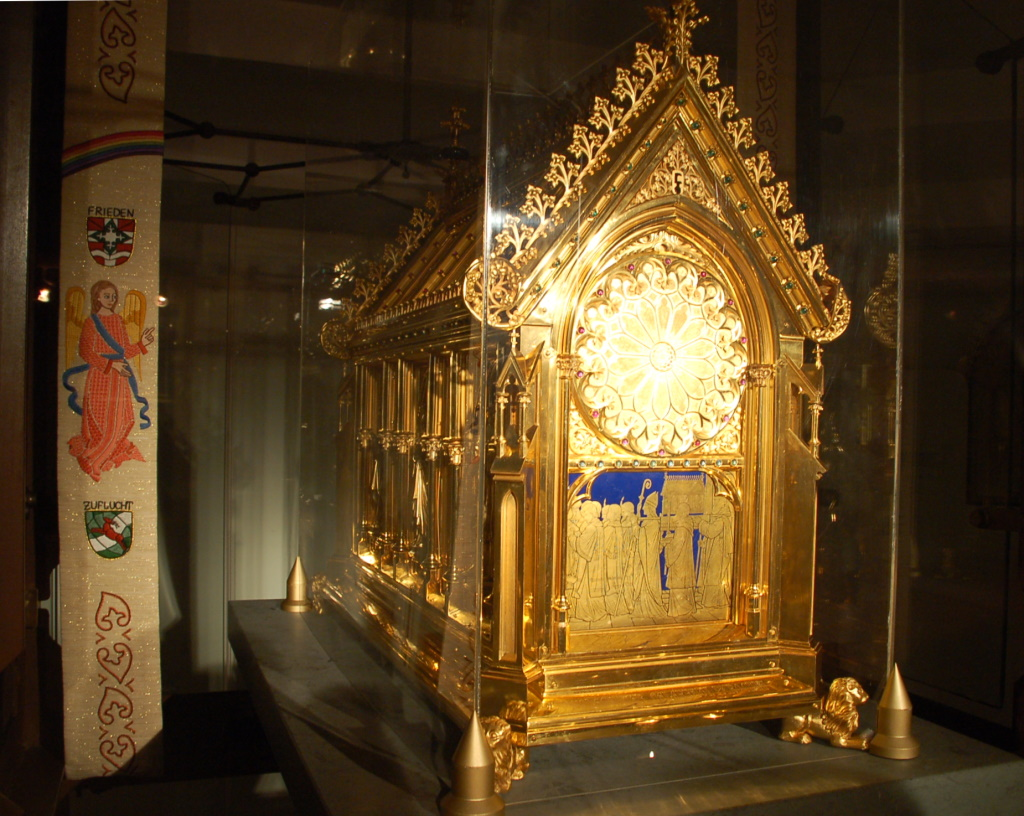
Ida-Schrein in der Krypta (aufgenommen 2008)

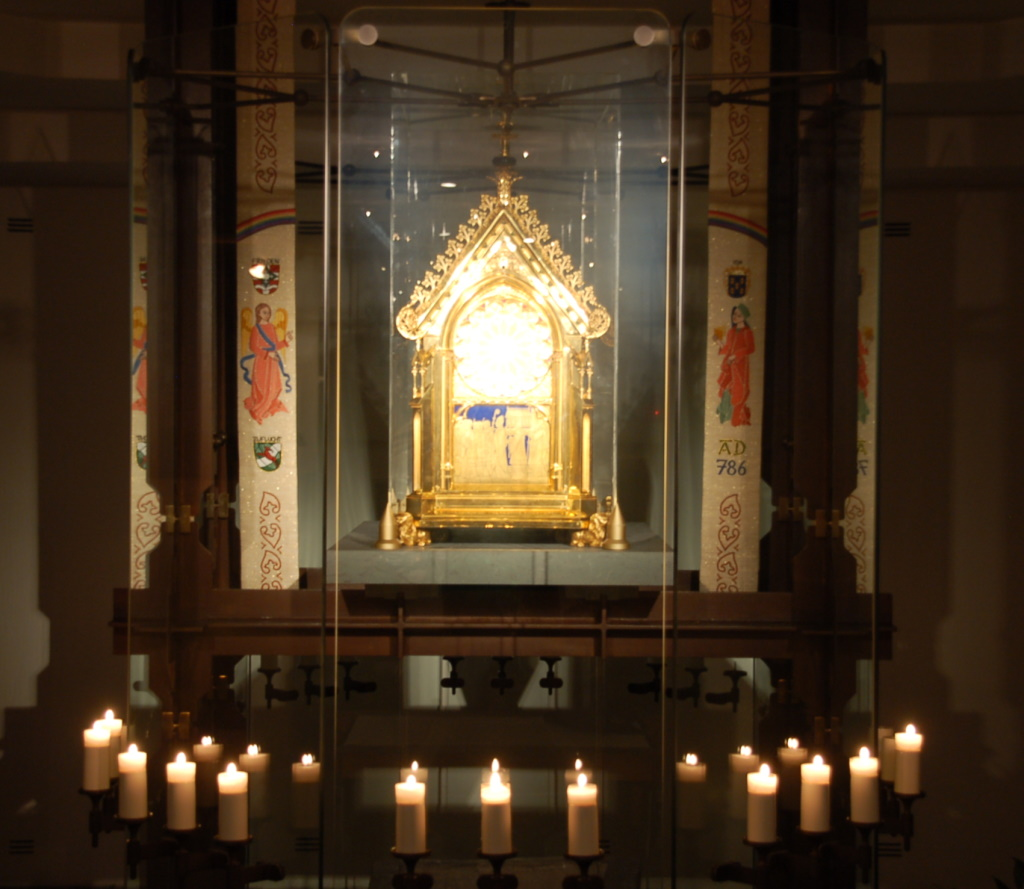
Ida-Schrein

Der Ida-Schrein wurde 1882 angefertigt, in ihm ruhen die Gebeine der Ida. Er ist mit Figuren und Bildern geschmückt. An der rechten Seite die Heiligen Bonifatius, Elisabeth von Thüringen und Ludgerus, an der linken Seite die Heiligen Odilia und Gertrud von Nivelles, beide Vorfahren von Ida und der selige Berethger, erster Pfarrer in Herzfeld und Zeitgenosse Idas. Auf der Vorderseite ist unter einer strahlenden Rosette die Überführung der Gebeine Idas, im Jahre 980, durch Bischof Dodo und Abt Liudolf von Werden dargestellt. Die Rückseite zeigt das Sterben Idas. Darüber ist eine fenstrella zur Einsicht der Gebeine angebracht. Die sechs Dachplatten stammen noch von dem Schrein des 16. Jahrhunderts, sie sind mit eingravierten Szenen aus dem Leben Idas verziert: Die Reise nach Westfalen, die Rast in Herzfeld, Das Traumgesicht, Ida rettet einen Hirsch vor dem sicheren Tod, Bau der ersten Kirche in Herzfeld und Ida verteilt aus ihrem Sarg Gaben an die Bedürftigen, dabei wird sie von Berethger unterstützt. Diese Gravuren sind der Dürerschule zugeschrieben, sie gehören zu den für die Dürerschule typischen Heiligenlegenden in Bilderfolgen. Das Dach und den Fuß des Schreines umlaufen lateinische Schrifttexte.
Insgesamt existierten im Laufe der Jahrhunderte fünf Ida-Schreine, darunter waren zwei aus Holz.

### Confessio
Die Confessio verbindet Höhe und Tiefe miteinander. Von einer sternförmig in die Grabstätte strahlende Bodenplastik geht stählernes Tragwerk auf, dessen Elemente durch vergoldete Messingelemente gehalten werden, trägt über dem Sarkophag den Reliquienschrein und führt nach oben in den Kirchenraum. Dort nimmt sie in vier Messinglagern die Mensa des Hauptaltars auf. Zwei im Altarboden eingelassene Glasplastiken ermöglichen einen Blick nach unten.

## Grabkrypta
Zentrum der Kirche ist die Grabkrypta mit der Grabstätte der Heiligen Ida. Die Grabstätte entstand im Zuge von Ausgrabungen in den Jahren 1975–1976, als das Grab Idas entdeckt wurde. Im Jubiläumsjahr 1980, dem Jubiläum der tausendjährigen Heiligsprechung Idas, wurde die neue Grabstätte feierlich eingeweiht. Die Gebeine der Heiligen ruhen in einem reich verzierten Schrein. Darunter befindet sich ein Steinsarg.

### Idenrast

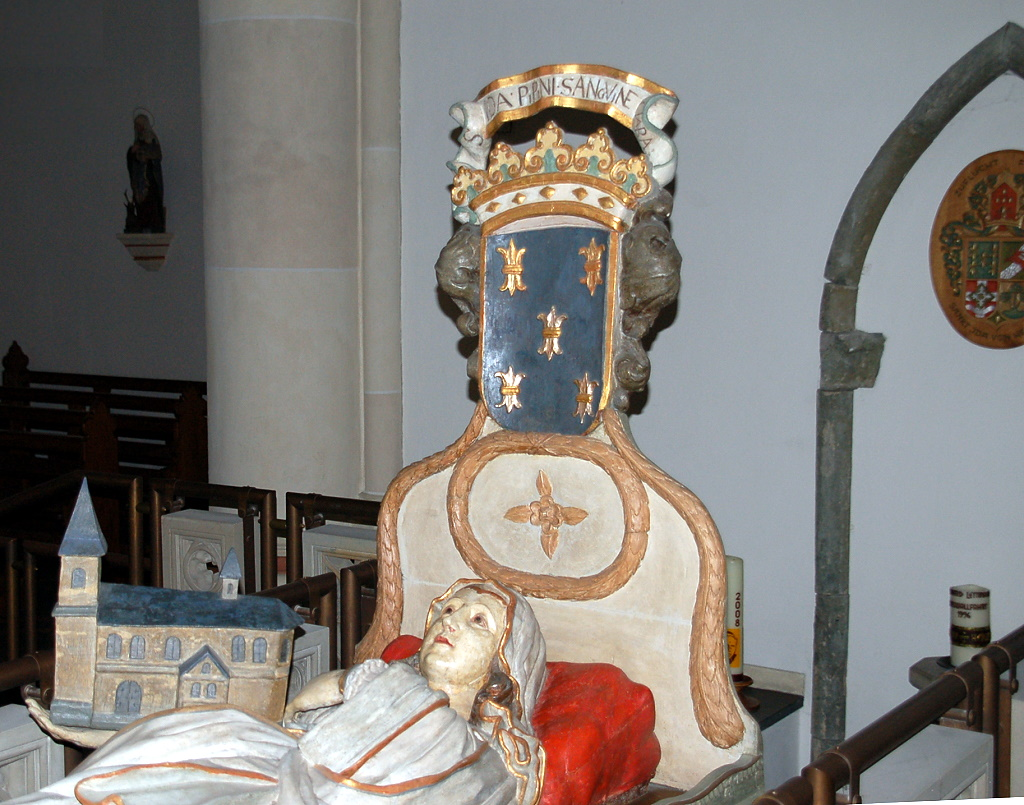
Idenrast

Der Name Idenrast ist das Schlüsselwort der Ida-Tradition, er bezieht sich auf die Rast Idas und ihres Mannes in Herzfeld, während einer Reise von Ripuarien nach Westfalen. Bei dieser Reise soll Ida im Traum ein Engel erschienen sein, der ihr den Auftrag gab, eine Kirche bauen zu lassen.
Die sogenannte Idenrast ist über dem Treppenabgang zur Grabstätte aufgestellt. Sie ist eine kunstvoll geschnitzte, liegende Ida-Figur. Über ihrem Kopf ist das karolingische Wappen mit Krone und Schriftband S. IDA PIPINI SANGUINE CLARA (Die Hl. Ida, berühmt durch ihre Verwandtschaft mit Pipin) angebracht. So wird auf ihre königliche Abstammung hingewiesen. Das Kirchenmodell in der rechten Hand versinnbildlicht die Gründung der Kirche. Der Hirsch zu Füßen der Ida soll wohl an den altsächsischen Namen von Herzfeld, Hirutveldun erinnern. Lange Zeit stand die Idenrast auf einem kastenförmigen Unterbau, zur Aufnahme des Sarkophags. Durch ein Türchen an der Rückseite konnte der Sarg berührt werden.

### Büstenreliquiar
Das Büstenreliquiar ist in einer großen Nische gegenüber dem Eingang aufgestellt. Die Hülle für die Kopfreliquie wurde um 1480 vermutlich in Köln für das Kloster Werden angefertigt, wohin die Reliquie 980 gelangt war. Sie wurde an kirchlichen Hochfesten in der Grabeskirche des Hl. Liudger ausgestellt und bei Prozessionen mitgeführt. Nach Auflösung des Klosters Werden 1802 wurde die Reliquie wieder nach Herzfeld überführt und die Überreste des Kopfes zu den übrigen Gebeinen in den Schrein gelegt. Das Reliquiar wurde bis 1981 im Tresor des Pfarramtes aufbewahrt und dann in der Ida-Grabstätte aufgestellt. Unterhalb des Sockels, auf dem die Büste steht, hängt ein künstlerisch gestaltetes Maurerlot, das auf den Schnittpunkt eines Kreuzes, das in eine runde Steinplatte gemeißelt ist, zeigt. Es soll den Bau der Kirche durch Ida versinnbildlichen.

### Grab der Ida
Von 1975 bis 1976 wurde bei Grabungen das Fundament der Westmauer des ehemaligen Portikus ergraben, den Ida über dem Grab von Egbert bauen ließ. Nach seinem Tod führte sie hier ein Leben nach der Regel des Hl. Benedikt. Der steinerne Sarg, aus dem sie Gaben an Bedürftige austeilte, stand ebenfalls hier. Das Grab des Egbert wurde bei dem Abriss der alten Kirche zerstört. Ein liegendes Kreuz aus Mooreiche bezeichnete die Stelle, an der Ida von 825 bis 980 begraben war. Das Grab lag an der südlichen Chormauer.

### Herzfelder Kreuz
Das Herzfelder Kreuz hängt in einer flachen Nische der Nordwand. Die leeren Augenhöhlen des romanischen Kruzifixes waren früher mit Edelsteinen besetzt und als sehende Augen gestaltet. In die Brust des Gekreuzigten ist ein Reliquiar aus Bergkristall eingelassen, es soll eine Partikel vom Kreuz Jesu enthalten. Der Kreuzbalken wurde 1981 zugefügt.

### Fränkisches Portal
Über dem Treppenabsatz ist an der Wand ein altes Portal mit fränkischem Knollenornament befestigt. Es ist wahrscheinlich das ehemalige Hauptportal der Vorgängerkirche und wurde um 1000 angefertigt.

### Tabernakel
An der Nordwand steht ein aus Eichenholz angefertigter Tabernakel, er wurde 1513 gebaut und 1988 restauriert. Im oberen, schrankartigen Teil wurde die Eucharistie aufbewahrt und im unteren Fach standen drei Behälter mit Ida-Reliquien. Jetzt enthält der Tabernakel eine Reliquienmonstranz aus dem 18. Jahrhundert mit Reliquien der Ida und eine Monstranz, die 1999 vom aufgelösten Ida-Stift in Horn übergeben wurde. Auf dem Tabernakel steht eine Kreuzigungsgruppe vom 15. Jahrhundert, das Kreuz ist jüngeren Datums.

### Sonstige Ausstattung der Kirche
- Bemerkenswert sind die neugotischen Chorstühle.
- An den Seiten des Hochaltars stehen holzgeschnitzte Figuren des Hl. Herzen Jesu und der Maria.
- Im Scheitelpunkt des unteren Chores steht ein modernes Kreuz, als Zeichen des Sieges über den Tod.
- An den östlichen Vierungspfeilern sind neugotische Kunstwerke angebracht: Der Predigtstuhl auf dessen Schalldeckel der lehrende Christus steht, die Statue Maria mit dem Jesuskind, die Immerwährende Hilfe, die Statue des Hl. Josef und zwei Engelsfiguren als Lichtträger.
- Vor der Orgelempore stehen Figuren der Hl. Cäcilia mit der Orgel und des David mit der Harfe.

## Orgeln

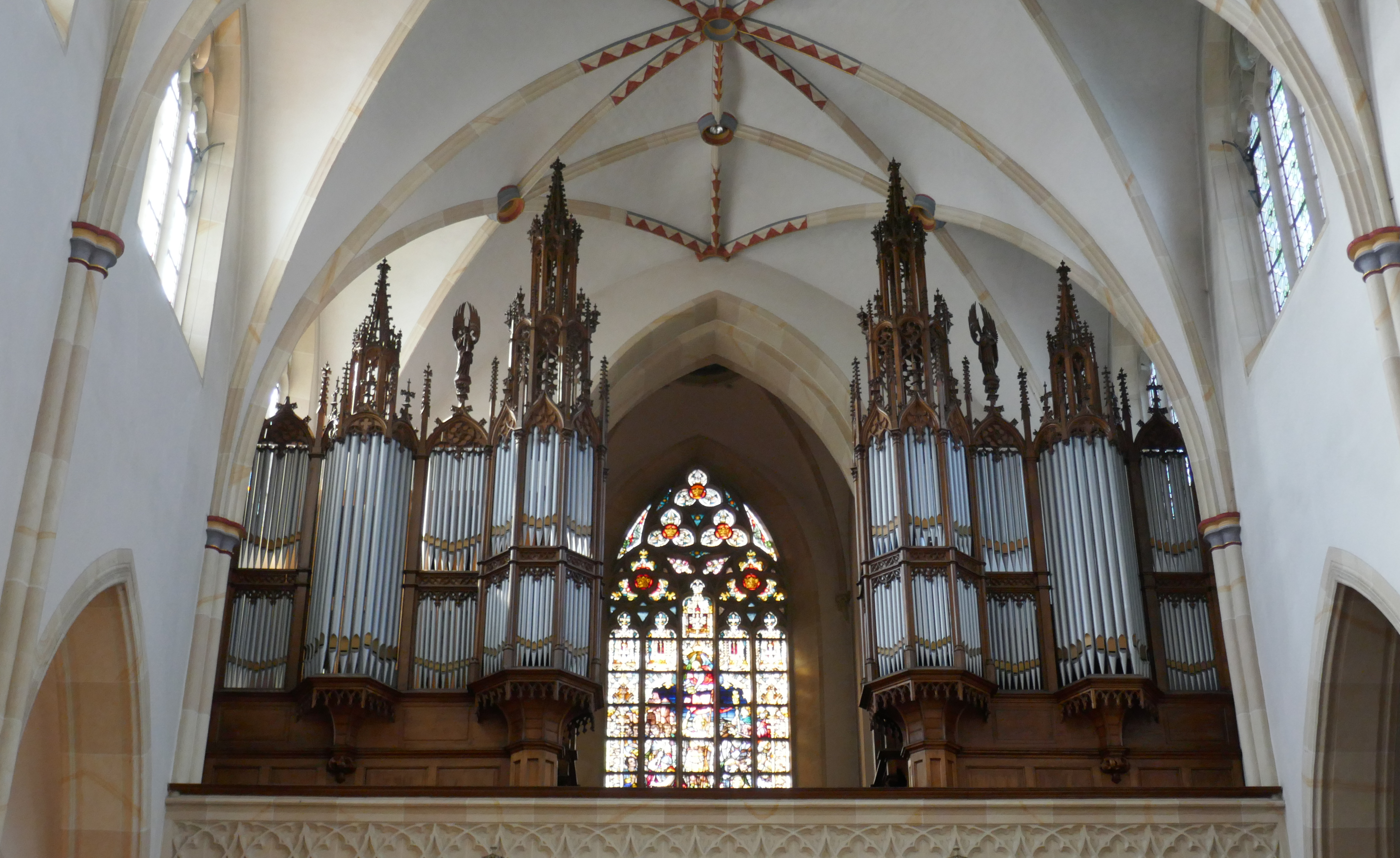
Hauptorgel

Die große Orgel auf der Westempore wurde 2002 von dem Orgelbauer Siegfried Sauer (Höxter) erbaut. Das Instrument hat 47 Register auf drei Manualen und Pedal. Die Spiel- und Registertrakturen sind elektrisch. Seit 2015 besitzt die Orgelanlage einen fahrbaren Spieltisch im Kirchenschiff, von dem aus beide Orgeln gespielt werden können.
| I Hauptwerk C–g3 |                  |        |
| 01.              | Prinzipal        | 16′    |
| 02.              | Octave           | 08′    |
| 03.              | Gemshorn         | 08′    |
| 04.              | Rohrflöte        | 08′    |
| 05.              | Viola di Gamba 0 | 08′    |
| 06.              | Octave           | 04′    |
| 07.              | Blockflöte       | 04′    |
| 08.              | Quinte           | 02 ⁄3′ |
| 09.              | Octave           | 02′    |
| 10.              | Kornett III      | 04′    |
| 11.              | Mixtur V         | 02′    |
| 12.              | Trompete         | 08′    |
|                  | Tremulant        |        |

| II Positiv C–g3 |                   |        |
| 13.             | Gedeckt           | 08′    |
| 14.             | Quintadena        | 08′    |
| 15.             | Prinzipal         | 04′    |
| 16.             | Rohrflöte         | 04′    |
| 17.             | Blockflöte        | 02′    |
| 18.             | Largiot           | 01 ⁄3′ |
| 19.             | Sesquialtera II 0 | 02 ⁄3′ |
| 20.             | Octävlein         | 01′    |
| 21.             | Cymbel            | 02⁄3′  |
| 22.             | Krummhorn         | 08′    |
|                 | Tremulant         |        |

| III Schwellwerk C–g3 |                   |         |
| 23.                  | Bordun            | 16′     |
| 24.                  | Geigenprinzipal 0 | 08′     |
| 25.                  | Holzflöte         | 08′     |
| 26.                  | Salicional        | 08′     |
| 27.                  | Vox céleste       | 08′     |
| 28.                  | Prinzipal         | 04′     |
| 29.                  | Flauto traverso   | 04′     |
| 30.                  | Nasard            | 02 ⁄3′  |
| 31.                  | Octavin           | 02′     |
| 32.                  | Terz              | 01 3⁄5′ |
| 33.                  | Mixtur IV         | 01 ⁄3′  |
| 34.                  | Basson            | 16′     |
| 35.                  | Trompette harm.   | 08′     |
| 36.                  | Hautbois          | 08′     |
|                      | Tremulant         |         |

| Pedalwerk C–g1 |               |         |
| 37.            | Prinzipal     | 16′     |
| 38.            | Violon        | 16′     |
| 39.            | Subbass       | 16′     |
| 40.            | Quinte        | 10 2⁄3′ |
| 41.            | Octave        | 08′     |
| 42.            | Pommer        | 08′     |
| 43.            | Violoncello 0 | 08′     |
| 44.            | Octave        | 04′     |
| 45.            | Posaune       | 16′     |
| 46.            | Trompete      | 08′     |
| 47.            | Clairon       | 04′     |

- Koppeln: II/I, III/I, III/II, I/P, II/P, III/P
- Spielhilfen: drei freie Kombinationen, Registerschweller, Schwelltritt

Im Jahre 2012 wurde eine neue Chororgel eingeweiht. Das Instrument steht im südlichen Querschiff. Erbaut wurde es im Jahre 1886 von der Orgelbauwerkstatt J. W. Walker & Sons (London) für die Anglican Parish Church in Eastington (Gloucester). Das rein mechanische Instrument hatte zunächst neun Register auf zwei Manualwerken und Pedal und hatte eine mechanische Windversorgung. 1950 wurde zusätzlich ein elektrisches Gebläse eingebaut. Vor Aufstellung in St. Ida wurde es um drei Register erweitert. Das Orgelwerk steht in einem Eichengehäuse. An zwei Seiten (Front, linke Seite) sind 21 bzw. 18 bemalte Metall- und sechs Holzpfeifen im Prospekt sichtbar. Im Jahr 2015 ist die Chororgel mit einer elektrischen Traktur versehen worden, sodass sie sich – zusammen mit der Hauptorgel – von einem zentralen, viermanualigen Spieltisch spielen lässt. Der fahrbare Zentralspieltisch des Orgelbaumeisterbetriebs Thomas Gaida aus Wemmetsweiler (Saarland) steht standardmäßig in der Nähe der Chororgel.
| I Hauptwerk C–g3 |                          |    |     |
| 1.               | Open Diapason            | 8′ |     |
| 2.               | Bass Wald Flute Treble 0 | 8′ |     |
| 3.               | Dulciana                 | 8′ |     |
| 4.               | Flute                    | 4′ |     |
| 5.               | Cornet III               |    | (n) |

| II Swell C–g3 |                   |    |     |
| 06.           | Horn Diapason     | 8′ |     |
| 07.           | Echo Gamba        | 8′ |     |
| 08.           | Vox Angelica      | 8′ |     |
| 09.           | Gemshorn          | 4′ |     |
| 10.           | Orchestral Oboe 0 | 8′ | (n) |

| Pedal C–f1 |              |     |     |
| 11.        | Bourdon      | 16′ |     |
| 12.        | Bass Flute 0 | 08′ | (n) |

(n) = Register von 2012
- Koppeln: II/I, II/II (Oktavkoppel), I/P, II/P

## Glocken
Im 78 Meter hohen Turm der Kirche hängen sechs Stahlglocken aus dem Jahr 1948:
| Nr. | Name      | Ø (cm) | Masse (kg) | Nominal | Inschrift                                                                      |
| --- | --------- | ------ | ---------- | ------- | ------------------------------------------------------------------------------ |
| 1   | St. Ida   | 202    | 3649       | h0      | GAUDIA DIVINA TU NOBIS POSCE PATRONA IDA * A. D. 1450 FUSA – REFUSA A: D. 1948 |
| 2   | Ludgerus  | 202    | 2120       | d1      | QUISQUIS CREDAT NEC RECEDAT A FIDE, QUAM TRADIDIT                              |
| 3   | Marien    | 151    | 1530       | e1      | REGINA PACIS, FUNDA NOS IN PACE                                                |
| 4   | Josef     | 123    | 0910       | g1      | MORTIS HORA TU MALIGNO NOS AB HOSTE PROTEGE                                    |
| 5   | Bertgerus |        | 0176       | fis2    |                                                                                |
| 6   |           |        | 0105       | a2      |                                                                                |

Zwei weitere kleine Bronzeglocken aus 1620 und 1717 hängen im Vierungsturm der Basilika und werden als Wandlungsglocke sowie kurz vor Beginn des Gottesdienstes geläutet.